# Жамбыл (футбольный клуб)
«Жамбыл» (каз. Жамбыл футбол клубы) — бывший казахстанский футбольный клуб из города Тараз, был фарм-клубом команды «Тараз». В 2004 году выигрывает Конференцию «Юго-запад» в Первой лиги, но проигрывает первый переходный матч победителю Конференции «Северо-Восток» — команде «Булат-ЦСКА» со счётом 2:1. В 2007 году основной клуб «Тараз» вылетает в Первую лигу, поэтому «Жамбыл» был расформирован.

## Статистика
| Сезон | Первая Лига | Первая Лига | Первая Лига | Первая Лига | Первая Лига | Первая Лига | Первая Лига | Первая Лига | Первая Лига | Кубок |
| Сезон | Конференция | Место       | Игр         | В           | Н           | П           | ГЗ          | ГП          | О           | Кубок |
| ----- | ----------- | ----------- | ----------- | ----------- | ----------- | ----------- | ----------- | ----------- | ----------- | ----- |
| 2003  | Юго-запад   | 7           | 20          | 8           | 6           | 6           | 22          | 26          | 30          | 1/8   |
| 2004  | Юго-запад   | 1           | 24          | 19          | 2           | 3           | 57          | 15          | 59          | 1/32  |
| 2005  | Юго-запад   | 7           | 22          | 7           | 3           | 12          | 24          | 31          | 24          | 1/16  |
| 2006  | Юго-запад   | 4           | 26          | 9           | 8           | 9           | 35          | 30          | 35          | 1/32  |
| 2007  | Юго-запад   | 10          | 22          | 4           | 6           | 12          | 22          | 38          | 18          | 1/16  |